# Реп
Реп (англ. rap, rapping) — ритмічний речитатив, зазвичай читається під музику з важким бітом. Виконавця репу називають репером, або загальнішим терміном MC. Реп, як джаз і регі, традиційно вважають «музикою темношкірих».
Є основоположним елементом хіп-хопу. Частково використовується також в інших жанрах. Багато виконавців драм-н-бейс використовують реп. У рок-музиці він трапляється в таких жанрах, як репкор та нью-метал. Поп-музиканти та виконавці сучасного R'n'B також нерідко використовують реп у своїх композиціях.

## Слово «реп»
Rap означає «говорити», «розмовляти».
Пізніше виникли помилкові теорії-бекроніми, за яким слово реп — нібито абревіатура. Розшифровки типу: «Rhythm and Poetry» (Ритм і поезія), «Rhytmic African Poetry» (Ритмічна африканська поезія), або «Radical American Poetry» (Радикальна американська поезія) та інші. Однак реп в англійській не пишеться великими літерами і має однокореневі слова — rapping, rapper. Здебільшого такі помилкові теорії побутують в не-англомовних країнах.

## Історія
Реп в його сучасному вигляді з'явився в 1970-х роках серед афроамериканців району Бронкс, куди його «експортували» приїжджі ямайські ді-джеї. Зокрема, родоначальником репу називають DJ Kool Herc. Читали реп спочатку не з комерційною метою, а заради задоволення і робили це в основному діджеї. Це були нехитрі римовані куплети, звернені до авдиторії.
Поширенню репу сильно посприяло негритянське любительське радіо, яке крутило музику, модну серед чорношкірих, і швидко підхопило новий стиль. Слова «реп» і «репери» міцно закріпилися за стилем завдяки треку The Sugarhill Gang «Rapper's Delight» (1979). Одним з перших, кого почали називати «репером», був радіоведучий Джек Гібсон на прізвисько Джек-Репер. Він організував одне з перших зібрань, присвячених репові.
Виконання римованих текстів просто неба на вулицях донині залишається традицією «чорних» кварталів. Окрім того, влаштовувалися «батли» — словесні поєдинки, в яких два репери змагалися, зберігаючи риму і ритм. Змагання можуть бути не лише лайкою, це може бути і поданням заримованого тексту на певну тему.
Термін «хіп-хоп» для опису жанру з'явився в 1980-ті. Жанр і культура хіп-хопу досягли піку популярності в 1990-х роках. Також хіп-хоп завдав серйозного впливу на R&B-музику.

## Хіп-хоп музика
Основу музики хіп-хопу становить біт — ритм пісні. Зазвичай на кожному другому такті ставиться акцент (backbeat):
- Клеп (англ. clap) — одноразовий звук, подібний на хлопок.
- Снер, снейр (англ. snare) — звук ведучого барабана, чіткий і короткий.

Для бекбіта можуть використовуватися також перкусії (типу свистків і ланцюгів).
Важливим елементом є також бас-барабан — kick drum. Партія музичних інструментів в хіп-хоп-музиці може складатися і з мелодій клавішних, духових і з численних комп'ютерних звуків (бас, ефекти).

## Цікаві факти
Задовго до появи сучасного репу пісня в аналогічному стилі з'явилася в репертуарі відомого італійського співака і актора Адріано Челентано.. Ще на початку 1970-х років Адріано створив музичний номер під назвою «Prisencolinesinanciusol», в якому він виконував речитативом фрази, складені з безглуздих слів, які нічого не означають і нагадують суміш англійської та італійської мов. І тільки через десять років цей новий музичний стиль з'явився в США. Сам Челентано на концерті в СРСР 1987 року заявляв, що цим номером він хотів показати некомунікабельність деяких людей.
У грудні 2009 року «Prisencolinesinanciusol» була помічена у США завдяки письменнику Корі Докторову, який був у захопленні від неї, назвавши її у своєму блозі «Boing Boing» попередницею репу, а самого Челентано «легендою, піонером музичної інновації», композиція стала відомою як інтернет-мем.